# 창원 FC
창원 FC(Changwon Football Club)는 대한민국 경상남도 창원시에 있는 축구 선수단이다. 재단법인 창원에프씨가 운영하는 남자 세미프로 축구단이며, 2005년에 창단되었다.

## 연혁
- 2005년 3월 10일 창원시청 축구단 창단 - 선수단 28명 《감독 : 박말봉 / 코치 : 서동원, 김성환 / 선수 25명》
- 2005년 3월 11일 ~ 25일 제53회 대통령배 축구대회 출전 / 성적 : 공동3위, 페어플레이상
- 2005년 4월 5일 ~ 10월 29일 2005년 KB국민은행컵 K2리그 참가 / 성적 : 전기리그 종합9위 / 후기리그 종합 5위
- 2005년 6월 22일 ~ 7월 1일 2005년 K2축구선수권대회 출전
- 2005년 10월 26일 ~ 12월 17일 2005년 하나은행FA컵 선수권 대회 출전
- 2005년 12월 23일 ~ 29일 동계 전지훈련(1차) / 제주 서귀포
- 2005년 K2리그 시상식 베스트일레븐 수비상 수상 : 전현석(백넘버 7) 선수
- 2006년 1월 2일 2006년 선수단(2기) 출범 - 선수단 30명 《감독 : 박말봉 / 코치 : 서동원 / 트레이너 : 김해국 / 선수 27명》
- 2006년 1월 9일 ~ 27일 (19일간) 동계 전지훈련(2차) / 제주 서귀포
- 2006년 2월 6일 ~ 9일 KFA 전국 풋살선수권 대회 참가 / 성적 : 준우승, 개인상 - 최다 득점상 심영재 선수
- 2006년 3월 14일 ~ 29일 제54회 대통령배 축구대회 출전 / 성적 : 8강
- 2006년 4월 8일 ~ 11월 18일 2006년 내셔널리그 참가 / 성적 : 전기리그 준우승, 후기리그 10위
- 2006년 4월 2006년 하나은행 FA컵선수권대회 출전
- 2006년 7월 18일 ~ 28일 2006년 내셔널 선수권대회 / 성적 : 우승, 개인상 - 최우수선수 : 전현석, 득점상 : 이길용, GK상 : 김경두
- 2006년 내셔널리그 시상식 베스트일레븐수상 : 최명성(백넘버 8번) 선수
- 2007년 1월 2일 2007년 선수단(3기) 출범 - 선수단 30명 《감독 : 박말봉 / 코치 : 서동원, 김해국 / 선수 27명》
- 2007년 3월 22일 ~ 28일 제55회 대통령배 축구대회 출전 / 성적 8강
- 2007년 4월 8일 ~ 11월 17일 2007년 내셔널리그 참가 / 성적:전기리그 11위 / 후기리그 6위
- 2007년 6월 하나 FA-CUP 선수권대회 출전
- 2007년 7월 5일 ~ 14일 내셔널리그선수권대회 / 성적 3위 입상
- 2007년 내셔널리그 시상식 베스트일레븐상:하재훈(DF) 선수, 이승태(MF) 25번선수
- 2008년 1월 2일 2008년 선수단(4기)출범 선수단 30명 《감독:박말봉 / 코치:서동원,김해국 / 선수27명》
- 2008년 1월 10일 ~ 25일 (15일간) 동계전지훈련(3차) / 통영일원
- 2008년 3월 16일 ~ 3월 27일 제56회 대통령배 축구대회출전 / 성적 8강
- 2008년 4월 6일 ~ 11월 1일 2008 내셔널리그 참가 / 성적 : 전기리그 9위 / 후기리그 8위
- 2008년 7월 7일 ~ 7월 18일 2008년 내셔널선수권대회 / 성적8강
- 2008년 7월 24일 ~ 7월 27일 2008 전국비치사커 대회 / 성적 3위
- 2008년 5월 21일 ~ 8월 20일 2008 하나은행 FA컵 대회 / 성적 16강 VS 제주유나이티드에 1 : 0 승리 창단후 첫 16강 진출
- 2009년 1월 2일 2009년 선수단(5기)출범 선수단 30명 《감독:박말봉 / 코치:김해국 / 선수28명》
- 2009년 3월 16일 ~ 3월 31일 제57회대통령배 전국축구대회 / 성적 3위 입상
- 2009년 4월 11일 ~ 11월 7일 내셔널리그 참가 / 성적:전기리그 4위, 후기리그 우승, 통합랭킹 2위로 플레이오프 진출
- 2009년 6월 1일 ~ 6월 12일 내셔널리그 선수권대회 / 성적 8강
- 2016년 11월 11일 박말봉 감독 별세
- 2017 내셔널축구선수권대회 우승

## 역대 성적
| 시즌 | 리그   | 리그      | FA컵 | ACL | 기타             |
| 시즌 | 디비전 | 순위      | FA컵 | ACL | 기타             |
| ---- | ------ | --------- | ---- | --- | ---------------- |
| 2005 | 2      | 전기: 9   | 32강 | -   | -                |
| 2005 | 2      | 후기: 5   | 32강 | -   | -                |
| 2006 | 2      | 전기: 2   | 32강 | -   | 리그컵: 우승     |
| 2006 | 2      | 후기: 10  | 32강 | -   | 리그컵: 우승     |
| 2007 | 2      | 전기: 11  | 26강 | -   | 리그컵: 4강      |
| 2007 | 2      | 후기: 6   | 26강 | -   | 리그컵: 4강      |
| 2008 | 2      | 9         | 16강 | -   | 리그컵: 8강      |
| 2009 | 2      | 1         | 32강 | -   | 리그컵: 조별리그 |
| 2009 | 2      | P: 4강    | 32강 | -   | 리그컵: 조별리그 |
| 2010 | 2      | 전기: 6   | 32강 | -   | 리그컵: 조별리그 |
| 2010 | 2      | 후기: 4   | 32강 | -   | 리그컵: 조별리그 |
| 2011 | 2      | 5         | 2R   | -   | 리그컵: 준우승   |
| 2011 | 2      | P: PO     | 2R   | -   | 리그컵: 준우승   |
| 2012 | 2      | 4         | 32강 | -   | 리그컵: 조별리그 |
| 2012 | 2      | P: 6강 PO | 32강 | -   | 리그컵: 조별리그 |
| 2013 | 3      | 3         | 2R   | -   | 리그컵: 조별리그 |
| 2013 | 3      | P: 4강 PO | 2R   | -   | 리그컵: 조별리그 |
| 2014 | 3      | 6         | 32강 | -   | 리그컵: 조별리그 |
| 2015 | 3      | 2         | 32강 | -   | 리그컵: 조별리그 |
| 2015 | 3      | P: PO     | 32강 | -   | 리그컵: 조별리그 |
| 2016 | 3      | 4         | 3R   | -   | 리그컵: 조별리그 |
| 2016 | 3      | P: 준PO   | 3R   | -   | 리그컵: 조별리그 |
| 2017 | 3      | 6         | 3R   | -   | 리그컵: 우승     |
| 2018 | 3      | 6         | 3R   | -   | 리그컵: 조별리그 |
| 2019 | 3      | 8         | 8강  | -   | 리그컵: 조별리그 |
| 2020 | 3      | 9         | 2R   | -   | -                |
| 2021 | 3      |           | 1R   | -   | -                |

- P: 리그 플레이오프(포스트시즌)

## 선수 명단
2018년 1월 19일 기준

참고: FIFA 자격 규정에 따라 소속된 국가대표팀 국기를 표시합니다. 선수는 복수의 FIFA 비회원국 국적을 가지고 있을 수 있습니다.
| 번호 | 포지션 | 국적 | 이름   |
| ---- | ------ | ---- | ------ |
| 1    | GK     |      | 박지영 |
| 3    | DF     |      | 배현기 |
| 4    | DF     |      | 최영광 |
| 5    | DF     |      | 윤병권 |
| 6    | DF     |      | 황재현 |
| 7    | MF     |      | 김대광 |
| 8    | MF     |      | 임종욱 |
| 9    | FW     |      | 배해민 |
| 10   | MF     |      | 최권수 |
| 11   | MF     |      | 태현찬 |
| 12   | MF     |      | 서준영 |
| 13   | MF     |      | 박경익 |
| 14   | MF     |      | 강상민 |
| 15   | DF     |      | 정현학 |

| 번호 | 포지션 | 국적 | 이름                            |
| ---- | ------ | ---- | ------------------------------- |
| 16   | MF     |      | 나성수                          |
| 17   | MF     |      | 최승현                          |
| 18   | DF     |      | 손기련                          |
| 19   | FW     |      | 박지민                          |
| 20   | DF     |      | 조향기 (서울 이랜드로부터 임대) |
| 21   | GK     |      | 김영기                          |
| 22   | MF     |      | 조원석                          |
| 23   | MF     |      | 공다휘                          |
| 24   | FW     |      | 배창일                          |
| 25   | DF     |      | 이재근                          |
| 27   | DF     |      | 차준석                          |
| 28   | FW     |      | 김상현                          |
| 29   | DF     |      | 전진근                          |
| 88   | MF     |      | 최명성                          |

```
포지션=FW | 이름=
박성택
 }}
```

|}
|}

## 역대 감독
- 취임은 공식 취임식 일자이며 취임식이 없거나 미상인 경우 공식 선임 일자를 기재한다.

| 순번 | 이름   | 재임시즌  | 비고                                |
| ---- | ------ | --------- | ----------------------------------- |
| 1대  | 박말봉 | 1995~2016 | - 구단 초대 감독 - 구단 최장수 감독 |
| 2대  | 박항서 | 2017      | - 베트남 축구 국가대표팀 감독 취임  |
| 4대  | 이영진 | 2024~     |                                     |

## 구단 엠블럼 및 마스코트
- 엠블럼: 첨단산업단지로 날개를 펼친 창원시청 축구단의 엠블렘은 민ㆍ관ㆍ노ㆍ사가 서로 화합하여 미래를 열어가는 시민을 뜻하고적색은 역동적인 에너지,녹색은 친환경도시,노란색은 창원시민,청색은 첨단산업단지를상징하여 창원의 미래를 향하여 거침없이 나아가는 도전정신과 역동정신 에너지를 지닌 젊은 도시 창원을 돋보이게 표현하였다. 축구공 무늬와 방패망 모형을 기본으로 하여 FC는 창원의 풋볼클럽을 표현한 것이고, 하단부의 2005라는 숫자는 창원시청 축구단의 창단년도를 표기하여 역사성을 띠도록 하였다.
- 마스코트: 테크노로지의 발전을 의미하는 창(昌)이와 자연환경이 생명의 근본임을 의미하는 원(原)이는 기술과 환경이 조화롭게 공영하는 창원상징의 마스코트로써 공을 안고 있는 멋진 포즈를 나타낸것이다.

## 참고 문헌
- “스포츠지원포털 등록 현황”. 대한체육회.
- “KFA 통합경기정보 시스템”. 대한축구협회.